# Libia, Libia, Libia
Libia, Libia, Libia (cunoscut și ca „Ya Beladi”) este imnul național al țării nord-africane Libia, adoptat pe 20 octombrie 2011.

## Istorie
Imnul a fost compus de Mohammed Abdel Wahab și versurile scrise de Al Bashir Al Arebi în anul 1951. Inițial, el era imnul național al Regatului Libiei din 24 iunie 1955 până la 1 septembrie 1969.
În urma loviturii de stat militare condusă de Muammar Gaddafi în septembrie 1969, imnul a fost schimbat cu „Allah Akbar”.
Din 1 septembrie 1969 până la 20 octombrie 2011 imnul Libiei era „Allahu Akbar” (în română: „Allah este cel mai mare”). Muammar Gadaffi a schimbat imnul național pentru a putea remarca Libia în ideile sale politice. 
În 2011 după înlăturarea lui Gadaffi printr-o lovitură de stat, „Libia, Libia, Libia” a fost reintrodus ca imn național al Libiei de către Consiliul Național de Tranziție din Libia. Strofa unde era glorificat regele Libiei a fost ștearsă și înlocuită cu o strofă care îl glorifică pe Omar al-Mukhtar care a condus rezistența nativă libiană împotriva colonizării italiene în timpul celui de-al doilea război Italo-Senussi.

## Versuri în arabă
Al treilea vers rescris nu este întotdeauna cântat.

### كورال:
1. يا بلادي يا بلادي
2. بجهادي وجلادي
3. ادفعي كيد الأعادي والعوادي
4. واسلمي اسلمي اسلمي
5. اسلمي طول المدى
6. إننا نحن الفداء
7. ليبيا ليبيا ليبيا

### ١
1. يا بلادي أنت ميراث الجدود
2. لارعى الله يداً تمتد لك
3. فاسلمي إنا على الدهر جنود
4. لا نبالي إن سلمت من هلك
5. وخذي منا وثيقات العهود
6. إننا يا ليبيا لن نخذلك
7. لن نعود للقيود
8. قد تحررنا وحررنا الوطن
9. ليبيا ليبيا ليبيا

كورال
٢
1. جرّد الأجداد عزماً مرهفا
2. يوم ناداهم منادٍ للكفاح
3. ثم ساروا يحملون المصحفا
4. باليد الأولى وبالأخرى السلاح
5. فإذا في الكون دين وصفا
6. وإذا العالم خير وصلاح
7. فالخلود … للجدود
8. إنهم قد شرفوا هذا الوطن
9. ليبيا ليبيا ليبيا

كورال
٣
1. حيّ المختار أمير الفاتحين
2. إنه في ليبيا رمز الجهاد
3. حمل الراية فينا باليمين
4. وتبعناه لتحرير البلاد
5. فانثنى بالمجد والفتح المبين
6. وركزنا فوق هامات النجاد
7. رايةً حرّةً
8. ظللت بالعز أرجاء الوطن
9. ليبيا ليبيا ليبيا

كورال
٤
يا ابن ليبيا يا ابن آساد الشرى
إننا للمجد والمجدُ لنا
مذ سرونا حمد القوم السرى
بارك الله لنا استقلالنا
فابتغوا العلياء شأواً في الورى
واستعدوا للوغى أشبالنا
للغلاب … يا شباب
إنما الدنيا كفاح للوطن
ليبيا ليبيا ليبيا

## Versuri în arabă (versiunea veche)
٣
حيّ إدريس سليل الفاتحين
إنه في ليبيا رمز الجهاد
حمل الراية فينا باليمين
وتبعناه لتحرير البلاد
فانثنى بالملك والفتح المبين
وركزنا فوق هامات النجاد
رايةً حرّةً
ظللت بالعز أرجاء الوطن
ليبيا ليبيا ليبيا